# Acantholimon oliganthum
Acantholimon oliganthum är en triftväxtart som beskrevs av Pierre Edmond Boissier. Acantholimon oliganthum ingår i släktet Acantholimon och familjen triftväxter. Inga underarter finns listade i Catalogue of Life.